# 博登巴赫河
47°49′04″N 11°19′09″E / 47.81775°N 11.31906°E

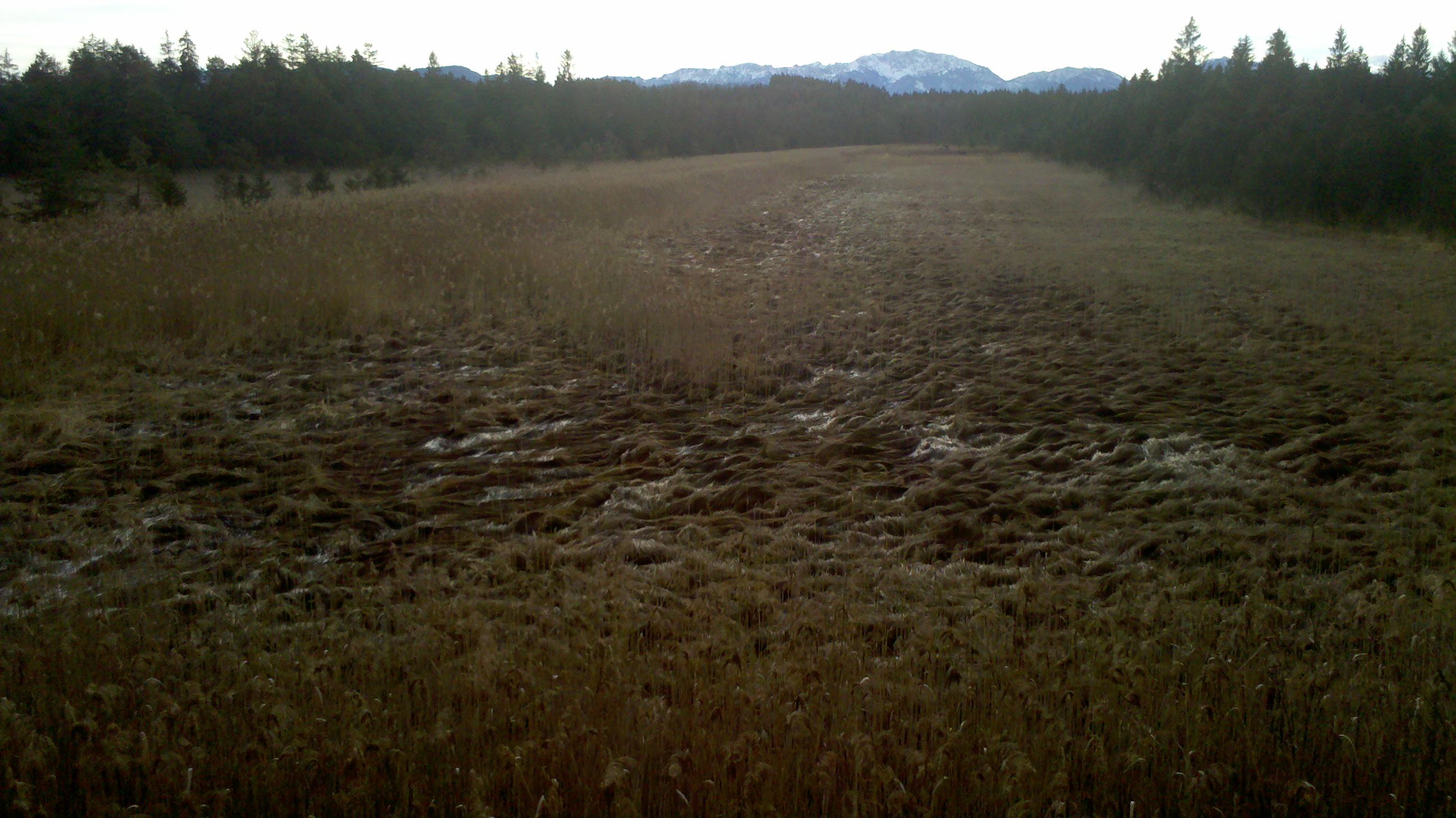

博登巴赫河（德語：Bodenbach），是德國的河流，位於該國東南部，由巴伐利亞負責管轄，屬於施泰因巴赫河的右支流，河道全長7.8公里，流域面積9.7平方公里。